# 詹姆斯·艾吉
詹姆斯·艾吉（1909年11月27日 - 1955年5月16日）是美国小说家、记者、诗人、编剧和电影评论家。詹姆斯·艾吉畢業於哈佛大學。20世纪40年代，他为《时代》杂志撰稿。他還是电影非洲女王号和獵人之夜的编剧。1951年，酗酒又抽烟的詹姆斯·艾吉突发心脏病。1955年5月16日，他在曼哈顿乘坐出租车時突发心脏病身亡。 